# Tranås FF
Tranås FF är en fotbollsförening från Tranås som för närvarande spelare i Division 2 Nordöstra Götaland.

## Historia
Tranås FF bildades den 1 januari 1997 genom en sammanslagning av Tranås AIF Fotboll och Tranås BOIS Fotboll. Föreningen hade år 2008 1100 medlemmar och är Tranås största förening.

## Verksamhet
Tranås FF har elitlag, ungdomslag, pojk- och flicklag samt seniorlag.